# Corunna (Indiana)
Corunna est une municipalité située dans le comté de DeKalb, dans l’État de l'Indiana, aux États-Unis. Lors du recensement de 2020, elle comptait 236 habitants.